# Federația Regală Marocană de Fotbal
Federația Mauritană de Fotbal (FFRIM) (franceză Fédération de Foot-Ball de la Républic Islamique de Mauritanie, arabă اتحاد موريتانيا لكرة القدم) este forul ce guvernează fotbalul în Maroc. Se ocupă de organizarea echipei naționale și a campionatului.

## Președinți
- Mohamed El Yazidi (1956-1957)
- Docteur Boucetta (1957-1962)
- Driss Slaoui (1962-1966)
- Majid Benjelloun (1966-1969)
- Maâti Jorio (1969-1970)
- Badreddine Snoussi (1970-1971)
- Arsalane Jadidi (1971-1974)
- Othman Slimani (1974-1978)
- Colonel Mehdi Belmejdoub (1978-1979)
- Fadoul Benzeroual (1979-1986)
- Colonel Driss Bamous (1986-1992)
- Colonel Major Houssaine Zemmouri (1992-1995)
- Général Hosni Benslimane (1995-2009)
- Ali Fassi-Fihri (2009-      )